# Rhaphidorrhynchium berberidis
Rhaphidorrhynchium berberidis är en bladmossart som beskrevs av Brotherus 1925. Rhaphidorrhynchium berberidis ingår i släktet Rhaphidorrhynchium och familjen Sematophyllaceae. Inga underarter finns listade i Catalogue of Life.